# Døde i 1996
Døde i 1996   er en liste over notable personer, der er afgået ved døden i 1996  . 

## Januar
| - François Mitterrand |

- 1. januar – Hans Rasmussen, dansk forbundsformand (født 1902).
- 3. januar – Bernhard Baunsgaard, dansk politiker (født 1918).
- 6. januar - Duane Hanson, amerikansk socialkritisk kunstner (født 1925).
- 8. januar – François Mitterrand, tidligere fransk præsident (født 1916).
- 20. januar – Thorvald Hagedorn-Olsen, dansk maler (født 1902).
- 21. januar – Kaj Birksted, dansk flyverofficer og oberstløjtnant (født 1915).
- 28. januar – Joseph Brodsky, russisk-amerikansk digter og nobelprismodtager (født 1940).
- 31. januar – Claus Deleuran, dansk tegneserieskaber (født 1946).

## Februar
| - Gene Kelly - Martin Balsam |

- 2. februar – Gene Kelly, amerikansk danser og skuespiller (født 1912).
- 3. februar – Sven Peter Sabroe, dansk journalist og humorist (født 1906).
- 3. februar – Knud Thomsen, dansk politiker og minister (født 1908).
- 13. februar – Martin Balsam, amerikansk skuespiller (født 1919).
- 14. februar – Helge Halkjær, dansk OL-roer (født 1916).
- 18. februar – Kamma Laurents, dansk børnebogsforfatter (født 1903).
- 19. februar – Georg S. Geil, dansk biskop (født 1930).
- 21. februar – Herman Stilling, dansk maler, grafiker og forfatter (født 1925).
- 21. februar – Lili Lani, dansk skuespiller (født 1905).
- 23. februar – Birgit Brüel, dansk sanger og skuespiller (født 1927).

## Marts
| - George Burns |

- 3. marts – Marguerite Duras, fransk forfatter (født 1914).
- 4. marts – Paul Gadegaard, dansk maler og billedhugger (født 1920).
- 5. marts – William Fridericia, dansk maler og billedhugger (født 1909).
- 9. marts – George Burns, amerikansk skuespiller og sanger (født 1896).
- 11. marts – Knud Hansen, dansk teolog og højskoleforstander (født 1898).
- 12. marts – Otto Møller Jensen, dansk skuespiller (født 1940).
- 12. marts – Eigil Knuth, dansk greve, billedhugger, forfatter og polarforsker (født 1903).
- 13. marts – Peer Guldbrandsen, dansk filminstruktør (født 1912).
- 13. marts – Krzysztof Kieślowski, polsk filminstruktør (født 1941).
- 17. marts – Edith Olsen, dansk forbundsformand (født 1901).
- 17. marts – René Clément, fransk filminstruktør (født 1913).
- 19. marts – Lise Østergaard, dansk politiker (født 1924).
- 22. marts – Poul Gernes, dansk maler, grafiker og billedhugger (født 1925).
- 26. marts – Lauge Dahlgaard, dansk politiker (født 1919).
- 26. marts – Edmund Muskie, amerikansk politiker (født 1914).

## April
| - Piet Hein |

- 5. april – Bjørn Ploug, dansk skuespiller (født 1912).
- 12. april – Grete Povlsen, dansk forfatter (født 1915).
- 17. april – Piet Hein, dansk digter, arkitekt m.m. (født 1905).
- 23. april – P.L. Travers, australskfødt britisk forfatter (Mary Poppins) (født 1899).
- 25. april – Saul Bass, amerikansk grafisk designer (født 1920).

## Maj
|  |

- 10. maj – Poul Borum, dansk forfatter (født 1934).
- 26. maj – Ole Berntsen, dansk sejlsportsmand (født 1915).
- 31. maj – Timothy Leary, amerikansk psykolog og aktivist (født 1920).

## Juni
| - Albert R. Broccoli |

- 15. juni – Ella Fitzgerald, amerikansk jazz sangerinde (født 1917).
- 19. juni - Jef Blume, dansk lærer (født 1912).
- 23. juni – Andreas Papandreou, græsk premierminister (født 1919).
- 26. juni – Veronica Guerin, irsk journalist (født 1958).
- 27. juni – Albert R. Broccoli, amerikansk filmproducer (født 1909).

## Juli
| - Claudette Colbert |

- 4. juli – Tage Hind, dansk forfatter (født 1916).
- 15. juli – Dana Hill, amerikansk skuespillerinde (født 1964).
- 18. juli – John Frandsen, dansk organist og dirigent (født 1918).
- 29. juli – Erna Hamilton, dansk grevinde, æresminister og legatstifter (født 1900).
- 30. juli – Claudette Colbert, amerikansk skuespillerinde (født 1903).
- 30. juli – Magda Schneider, tysk skuespillerindeinde (født 1909).

## August
| - Nevill Francis Mott |

- 3. august – Hans Jørgen Garde, dansk admiral og forsvarschef (født 1939). – flyulykke
- 8. august – Nevill Francis Mott, engelsk fysiker og nobelprismodtager (født 1905).
- 11. august – Rafael Kubelík, tjekkisk komponist og dirigent (født 1914).
- 13. august – David Tudor, amerikansk elektroakustisk komponist (født 1926).
- 15. august – Sergiu Celebidache, rumænsk dirigent (født 1912).

## September
| - Vagn Holmboe - Spiro Agnew - Paul Erdős |

- 1. september – Vagn Holmboe, dansk komponist (født 1909).
- 13. september – Tupac Amaru Shakur, amerikansk rapper (født 1971). – myrdet
- 17. september – Spiro Agnew, amerikansk politiker og vicepræsident (født 1918).
- 20. september – Paul Erdős, ungarsk matematiker (født 1913).
- 29. september – Alfred Christensen, dansk musikhandler og olympisk kajakroer (født 1914).

## Oktober
| - René Lacoste |

- 3. oktober – Palle Lauring, dansk forfatter (født 1909).
- 12. oktober – René Lacoste, fransk tennisspiller og grundlægger (født 1904).
- 12. oktober – Roger Lapébie, fransk cykelrytter (født 1911).
- 14. oktober – Hermod Lannung, dansk jurist og politiker (født 1895).
- 27. oktober – Preben Knuth, dansk maler (født 1906).
- 29. oktober – Jean Voigt, dansk scenograf, multikunstner og modeskaber (født 1940).

## November
| - Jean-Bedel Bokassa |

- 2. november – Holger Friis Johansen, dansk klassisk filolog (født 1927).
- 2. november – Eva Cassidy, amerikansk sangerinde (født 1963).
- 3. november – Jean-Bedel Bokassa i Centralafrikanske Republik (født 1921).
- 24. november – Racheed Lawal, dansk bokser (født 1965).

## December
| - Marcello Mastroianni - Carl Sagan |

- 4. december – Albert Winsemius, hollandsk økonom (født 1910).
- 6. december – Kurt Westi, dansk operasanger (født 1939).
- 7. december – Ryszard Szymczak, polsk fodboldspiller (født 1944).
- 7. december – Phillip Reed, amerikansk skuespiller (født 1908).
- 9. december – Mary Leakey, britisk arkæolog og antropolog (født 1913).
- 9. december – Alain Poher, fransk politiker (født 1909).
- 10. december – John Price, dansk skuespiller og instruktør (født 1913).
- 12. december – Olle Tandberg, svensk sværvægtsbokser (født 1918).
- 17. december – Li Han-hsiang, kinesisk filminstruktør (født 1926).
- 18. december – Irving Caesar, amerikansk sangskriver (født 1895).
- 18. december – Yulii Borisovich Khariton, russisk fysiker (født 1904).
- 19. december – Marcello Mastroianni, italiensk skuespiller (født 1924).
- 19. december – Lasse Holmqvist, svensk journalist, forfatter, tv-reporter og -vært (født 1930).
- 20. december – Carl Sagan, amerikansk astronom og astrobiolog (født 1934).
- 21. december – Margaret Rey, tysk børnebogsforfatter og illustrator (født 1906).
- 23. december – Ronnie Scott, engelsk jazz tenor saxofonist (født 1927).
- 26. december – Ingolf David, dansk skuespiller (født 1926).